# William Platt
Sir William Platt, britanski general, * 1885, † 1975.